# Paris-aftalen (1859)
 For alternative betydninger, se Paris-aftalen. (Se også artikler, som begynder med Paris-aftalen)
Paris-aftalen er resultatet af et møde, som blev afholdt i Paris 1859 med deltagelse af direktørerne for nyhedsbureauerne Reuters Bureau, Deutsche Presse-Agentur DPA og Agence France-Presse AFP. Paris-aftalen beskriver retningslinjerne for samarbejdspolitikken mellem de tre nyhedsbureauer, herunder deres geografiske områder for distributionen af nyhedstelegrammer. Paris-aftalen ophørte under første verdenskrig og er sidenhen blev erstattet af et nyt samarbejde mellem nyhedsbureauerne ved navn Gruppe 39.